# Cementeri Municipal (Picassent)
El Cementeri Municipal és el cementiri de Picassent (Horta Sud), una obra protegida com a Bé immoble de rellevància local amb el número 46.16.194-E11. Està format per tres recintes perquè s'ha ampliat en diverses ocasions, a la dècada del 1980 i a la dècada del 2010. La façana neogòtica està a cavall entre la dècada del 1890 i la dècada del 1900. Hi ha només un panteó, del 1941, amb una façana en forma de creu amb pilars jònics i arcs ogivals.
El 2009 es restaurà la capella del cementiri després del canvi de la imatge de la Mare de Déu amb un pressupost de 127.000 euros. L'ampliació del 2015 va suposar la creació de 68 nous nínxols, la restauració dels edificis existents i la millora de les instal·lacions, en unes obres que estaven pressupostades en 120.000 euros.